# Induktív dimenzió
Az induktív dimenzió a topológiában használatos dimenziófogalmak egyike, amely egy alakzat dimenzióját teljes indukcióval definiálja azt kihasználva, hogy egy test határa általában eggyel kisebb dimenziójú, mint maga a test. Attól függően, pontosan hogyan definiáljuk az eljárást, két némileg különböző fogalomhoz jutunk: a kis induktív dimenzióhoz (ind(X)) illetve a nagy induktív dimenzióhoz (Ind(X)).

## Definíció

### Kis induktív dimenzió
Az {\displaystyle X} topologikus tér {\displaystyle ind(X)\,} kis induktív dimenziója így definiálható:
- {\displaystyle ind(\emptyset ):=-1}
- {\displaystyle ind(X)\leq n}, ha minden {\displaystyle x\in X} pontra és {\displaystyle x} minden {\displaystyle U} nyílt környezetéhez van {\displaystyle x}-nek {\displaystyle V} nyílt környezete, hogy {\displaystyle {\overline {V}}\subset U}, és {\displaystyle ind(\partial V)\leq n-1}.
- {\displaystyle ind(X)\,=\,n}, ha {\displaystyle ind(X)\leq n} és nem {\displaystyle ind(X)\leq n-1}
- {\displaystyle ind(X)\,=\,\infty }, ha nincs {\displaystyle n\in \mathbb {N} }, amire az {\displaystyle ind(X)\leq n} egyenlőtlenség fennáll.

### Nagy induktív dimenzió
Ha a kis induktív dimenzió definíciójában az {\displaystyle x\in X} pontot egy tetszőleges zárt halmazzal helyettesítjük, akkor a nagy induktív dimenzió fogalmához jutunk. Pontosabban: az {\displaystyle X} topolgikus tér {\displaystyle Ind(X)\,} nagy induktív dimenziója így definiálható:
- {\displaystyle Ind(\emptyset ):=-1}
- {\displaystyle Ind(X)\leq n}, ha minden {\displaystyle A\subset X} halmazhoz, és {\displaystyle A} minden {\displaystyle U\subset } környezetéhez van {\displaystyle A}-nak egy nyílt {\displaystyle V} környezete, hogy {\displaystyle {\overline {V}}\subset U} és {\displaystyle Ind(\partial V)\leq n-1}.
- {\displaystyle Ind(X)\,=\,n}, ha {\displaystyle Ind(X)\leq n} és nem {\displaystyle Ind(X)\leq n-1}
- {\displaystyle Ind(X)\,=\,\infty }, ha nincs {\displaystyle n\in \mathbb {N} }, amire az {\displaystyle Ind(X)\leq n} egyenlőtlenség teljesül.

## Megfigyelések
- Az {\displaystyle ind(X)\leq n} állítás formálisan így írható fel: minden {\displaystyle x\in X} pontnak van olyan környezetbázisa, ami {\displaystyle \leq n-1} kis induktív dimenziós határú zárt halmazokból áll. Mivel minden pontnak kell, hogy zárt környezetekből álló környezetbázisa van, ezért a fogalomnak csak reguláris terekben van értelme.
- Az {\displaystyle Ind(X)\leq n} állítás így formalizálható: minden {\displaystyle A,B\subset X} diszjunkt zárt halmaznak van {\displaystyle U\supset A} és {\displaystyle V\supset B} nyílt környezete, hogy {\displaystyle U\cap V=\emptyset }, {\displaystyle \partial U\leq n-1} és {\displaystyle \partial V\leq n-1}. Mivel ez az állítás felteszi, hogy teljesül az elválasztási axióma, ezért a fogalomnak csak normális terekben van értelme.
- Míg a kis induktív dimenzió a tér pontjaira is értelmes, addig a nagy induktív dimenzió csak az egész térre vonatkoztatható, a pontokra nem.

## Tételek

### Egyenlőtlenségek
Ha {\displaystyle X} metrikus tér, akkor M. Katětov tétele szerint
{\displaystyle ind(X)\leq Ind(X)\leq dim(X)}.
P. S. Alexandrov egy tétele miatt a kompakt Hausdorff-tereken:
{\displaystyle dim(X)\leq ind(X)\leq Ind(X)}.
Szeparábilis (megszámlálható bázisú) metrikus terekre egyenlőség áll fenn:
{\displaystyle ind(X)\,=\,Ind(X)\,=\,dim(X)}.
K. Nagami konstruált egy {\displaystyle X} normális teret, amire {\displaystyle ind(X)=0}, {\displaystyle dim(X)=1} és {\displaystyle Ind(X)=2}.

### Kompaktifikáció
Jelölje {\displaystyle \beta X} azt a legbővebb kompakt Hausdorff-teret, ami 
{\displaystyle X}-et sűrű altérként tartalmazza (Stone-Čech-kompaktifikáció).
Ekkor
- N. Wendenisow: Ha {\displaystyle X} normális, akkor {\displaystyle Ind(X)=Ind(\beta X)}.
- J. R. Isbell: Ha {\displaystyle X} normális, akkor {\displaystyle dim(X)=dim(\beta X)}.
- A kis indukcióra nem teljesülnek a fentiekkel analóg állítások.

### Részhalmaztétel
{\displaystyle Ind} és {\displaystyle dim} teljesítik a teljes metrikus terek részhalmaztételét:
- Ha {\displaystyle X} teljes normális tér, és {\displaystyle Y\subset X}, akkor {\displaystyle Ind(Y)\leq Ind(X)}, és {\displaystyle dim(Y)\leq dim(X)}.

### Összegtétel
Ind eleget tesz a teljes normális terek összegtételének:
- C. H. Dowker: Ha {\displaystyle X} teljes normális tér, és {\displaystyle (F_{n})_{n\in \mathbb {N} }} zárt halmazok sorozata, hogy {\displaystyle X=\bigcup _{n\in \mathbb {N} }F_{n}}, akkor {\displaystyle Ind(X)\leq \sup _{n\in \mathbb {N} }Ind(F_{n})}.
- Nem teljes normális terekre a tétel állítása nem teljesül sem a kis, sem a nagy induktív dimenzióra, még a kompakt Hausdorff-terekre sem.

### Szorzattétel
Akkor mondjuk, hogy egy dimenziófogalom eleget tesz a szorzattételnek, ha két tér szorzatterének dimenziója becsülhető a tényezők dimenzióinak összegével:
{\displaystyle \mathbb {R} ^{n}\times \mathbb {R} ^{m}\cong \mathbb {R} ^{n+m}}.
- Ha {\displaystyle X} és {\displaystyle Y} nem üres reguláris Hausdorf-tér, akkor {\displaystyle ind(X\times Y)\leq ind(X)+ind(Y)}.
- Egy normális tér perfekt, ha bármely két disjunkten {\displaystyle A,B\subset X} diszjunkt zárt halmazhoz van egy folytonos {\displaystyle f:X\rightarrow [0,1]} függvény, hogy {\displaystyle A=f^{-1}(0)} és {\displaystyle B=f^{-1}(1)}.

Ha {\displaystyle X} perfekt normális tér, {\displaystyle Y} metrizálható és egyik sem üres, akkor {\displaystyle Ind(X\times Y)\leq Ind(X)+Ind(Y)}.
- A {\displaystyle dim} dimenzióra hasonlóak igazak: ha {\displaystyle X} és {\displaystyle Y} is metrizálható, vagy ha {\displaystyle X} parakompakt, és {\displaystyle Y} kompakt.